# Beau Jolly
Beau Jolly Ltd., scritto anche Beau-Jolly nel primo logo, era un'azienda editrice di videogiochi britannica, attiva tra il 1983 e il 1997.
Fu un'editrice di grande successo negli anni '80, nonostante non abbia mai prodotto un nuovo videogioco; era specializzata nelle raccolte, a prezzi vantaggiosi, di giochi per computer già pubblicati in precedenza da altri e concessi in licenza.

## Storia

### Origini
Beau Jolly fu fondata nel 1983 da persone provenienti dall'industria discografica: Nigel Mason, Colin Ashby, Eddie Hooper e Alan Davidson.
In particolare i due fautori principali, Mason e Ashby, provenivano dall'etichetta discografica K-Tel, nota produttrice di compilation. Ashby, che si occupava di marketing di distributori di caffè, fu assunto in K-Tel poco prima dell'estate 1977. Nell'autunno di quell'anno la K-Tel ebbe molto successo e in inverno fu assunto anche Nigel Mason, che già lavorava nel ramo musicale.
Ashby fu presto promosso a direttore del marketing, mentre Mason era responsabile A&R e trovava brani da ottenere in licenza da altre aziende per le raccolte. La K-Tel andava bene, ma nel 1982 i due decisero di lasciarla e mettersi in proprio.
Mason e Ashby fondarono insieme prima la casa discografica TV Records, finanziata da due capi della Virgin Records, ma l'impresa durò poco, e a novembre 1982 ci riprovarono con la Noveau Records, che ebbe successo con la raccolta Flights of Fancy.
Nel 1983 videro che i videogiochi stavano diventando un grosso giro di affari, specialmente sugli home computer ZX Spectrum e Commodore, e decisero di entrare anche in quel ramo, fondando la Beau Jolly.
Il nome fu ispirato dal vino Beaujolais nouveau del novembre 1982; dal francese Beaujolais derivò Beau Jolly, così come da noveau era derivato il nome della casa discografica.
La sede iniziale fu a Ealing Broadway (il centro di Ealing), vicino alla sede della filiale britannica della K-Tel.
Fin dall'inizio l'idea era di produrre raccolte anche nel caso dei videogiochi. L'azienda cominciò a cercare titoli da pubblicare contattando la Imagine Software, che allora gli sembrò la società di videogiochi britannica più nota e di successo.
Imagine trattò con Ashby e Hooper e concesse alla Beau Jolly il suo intero repertorio; a questo punto, a breve termine, apparve vantaggioso anche vendere i giochi della Imagine come prodotti a sé stanti, così l'azienda iniziò la propria attività come distributrice di titoli singoli anziché con le raccolte.

### Successo
Per un po' l'accordo fu soddisfacente, ma all'inizio del 1984 si capì che in realtà Imagine era in grosse difficoltà finanziarie. I pagamenti ricevuti dalla Beau Jolly non bastarono a salvarla. Si tornò allora al progetto delle raccolte. La prima raccolta pubblicata, nel 1984, fu la Value Pack, composta da 4 giochi della Imagine per Spectrum 16k e venduta a 14,99 £.
Seguì un'altra Value Pack da 6 giochi per Spectrum 48k, Commodore 64 e VIC-20 a 19,99 £. A quei tempi i videogiochi in edizione economica, detti budget, erano ancora rari e questi rappresentavano prezzi vantaggiosi.
Secondo Mason furono comprate tutte le giacenze della Imagine, pari a circa 500 000 cassette di giochi. All'inizio Mason, Ashby e Hooper riconfezionavano personalmente le cassette della Imagine nelle loro custodie per raccolte, probabilmente sulle 500 al giorno, dentro un magazzino in affitto.
L'azienda investì una cifra dichiarata di 250 000 £ in pubblicità televisiva per le Value Pack. Quelle prime due raccolte vendettero bene e si decise di continuare su quella strada, senza mai produrre giochi originali.
In pratica gli stessi processi di marketing della K-Tel vennero applicati al mercato del software, anche perché i responsabili non se ne intendevano di videogiochi e non vollero rischiare.
Quando la Ocean Software acquisì la fallita Imagine, ottenne anche i diritti sulle ristampe dei suoi giochi, ma secondo Mason alla Ocean non conveniva lanciarne nuove raccolte, dato che la Beau Jolly era già molto più avanti in quell'attività.
Ora per ottenere altri titoli la Beau Jolly dovette approcciare più aziende diverse, come già si faceva per le raccolte musicali. Per i videogiochi, all'epoca riconcedere i prodotti in licenza era un'operazione piuttosto nuova. Alle aziende fornitrici venivano pagate royalty.
A differenza dei tempi più rapidi dell'industria musicale, si cercava tra i successi videoludici usciti circa nell'ultimo anno. Non si faceva concorrenza ai giochi nuovi, dato che quelli in raccolta non erano più in vendita singolarmente o perlomeno erano in fase calante.
Nel 1985 ebbe inizio la serie di raccolte 10 Computer Hits, partita a un prezzo di 9,95 £, che fu il maggior successo della Beau Jolly.
L'azienda riuscì a ottenere alcuni veri classici, specialmente per lo Spectrum, come Chuckie Egg, Skool Daze, Project Future e Wriggler.
Seguirono molte altre raccolte per diverse piattaforme (sempre computer).
Il 1987 fu l'anno più intenso, con 7 raccolte uscite solo per quanto riguarda lo Spectrum.
L'azienda puntava ai titoli che a suo tempo avevano ricevuto voti di 8-9 su 10 sulla stampa. Non sempre c'era tempo di far collaudare i giochi e a volte si sceglievano unicamente in base a recensioni e statistiche di vendita.
Si cercava di offrire ampia varietà di generi di videogiochi in ogni raccolta. Secondo l'azienda, se almeno 5 su 10 giochi interessavano al cliente, bastava per spingerlo all'acquisto.
I contratti con i fornitori dei giochi variavano, ma generalmente Mason puntava a ottenere l'esclusività sui titoli per un periodo di 6 mesi, durante i quali l'editore originale garantiva che non ne avrebbe prodotte altre copie singole e non avrebbe ridotto il prezzo di vendita singolo.
Inizialmente si cercava di offrire gli stessi giochi in tutte le versioni di una raccolta, anche per non dover cambiare molto le copertine da una versione all'altra, ma poi si rinunciò perché era problematico.
Comunque si cercava di lanciare ogni raccolta almeno in tre versioni insieme, per sfruttare contemporaneamente per tutte il costoso periodo di pubblicità in TV.
I rivenditori al dettaglio tendevano a piazzare gli ordini in modo da mettere in vendita la merce nei periodi in cui la Beau Jolly gli diceva che ci sarebbero state le relative campagne pubblicitarie in TV.
L'azienda era relativamente piccola e la pubblicità televisiva era un investimento costoso. Si prenotavano tre settimane di campagna pubblicitaria, interrompibili dopo una settimana se i rivenditori informavano che la raccolta non stava avendo successo.

### Conclusione
La Beau Jolly andava bene, e stabilì buoni rapporti con vari produttori come Electric Dreams Software, Activision, Hewson e Firebird.
In seguito però aumentò la competizione nel mercato delle raccolte, e calò il valore dei giochi che venivano offerti alla Beau Jolly per la riedizione.
Nel 1987 il mercato per i computer a 8 bit era ormai saturo di giochi a basso costo, e i vari produttori tendevano a pubblicarsi da soli le raccolte dei propri giochi. Diverse piccole software house indipendenti che avevano fornito giochi alla Beau Jolly erano fallite o erano state assorbite dai grandi gruppi.
Si cambiò strategia producendo raccolte più tematiche anziché di genere misto.
A fine anni '80 le raccolte Soccer Spectacular (giochi di calcio) e The Tolkien Trilogy (giochi su opere di J. R. R. Tolkien) vendettero bene.
In alternativa si pubblicarono raccolte miste ma ancora più ricche, da ben 20 o 30 giochi, includendo anche titoli che la Beau Jolly aveva già pubblicato in raccolte precedenti; spesso c'erano ancora in magazzino cassette avanzate delle precedenti edizioni, che bastava riconfezionare.
Nel 1988 l'azienda si affidò alla nuova società The Producers per il confezionamento delle scatole di cartone delle raccolte, mentre la Beau Jolly produceva le cassette.
Nel 1988 uscì anche la prima raccolta Beau Jolly per computer a 16 bit (Amiga e Atari ST), Computer Hits.
Negli anni '90 la situazione si fece sempre più difficile perché i videogiochi commerciali diventavano sempre più elaborati. Le licenze erano più costose e i produttori più possessivi.
L'azienda non estese mai le piattaforme di sua competenza alla nuova PlayStation, perché era richiesta una specifica licenza per pubblicare software per quell'hardware.
L'ultima raccolta ufficiale prima della chiusura della Beau Jolly fu 20 Giant Games per PC, uscita nel 1997.
Mason continuò per un po' a occuparsi di raccolte per la Virgin Games, poi tornò al settore della musica insieme ad Ashby, che aveva già lasciato l'azienda nei primi anni '90 e per qualche anno fondò un'altra etichetta discografica.
Gli altri cofondatori Davidson e Hooper avevano già lasciato l'azienda presto, rispettivamente nel 1983 e nel 1984.

## Raccolte
Elenco, completo o quasi, delle raccolte pubblicate da Beau Jolly.
- 10 Computer Hits (1985) per Amstrad CPC, BBC Micro, C64, Electron, Spectrum
- 10 Computer Hits 2 (1986) per Amstrad CPC, BBC Micro, C64, Electron, Spectrum
- 10 Computer Hits 3 (1986) per Amstrad CPC, BBC Micro, C16, C64, Electron, MSX, Spectrum
- 10 Computer Hits 4 (1987) per Amstrad CPC, BBC Micro, C16, C64, Electron, Spectrum
- 10 Computer Hits 5 o 10 Computer Hits Volume Five (1988) per Amstrad CPC, C64, Spectrum
- 10 Mega Hits (1985) per C64, Spectrum
- 20 Chart Busters (1988) per C64, Spectrum
- 20 Giant Games (1997) per DOS
- 30 Red Hot Hits (1989) per Amstrad CPC, C64, Spectrum
- 5 Computer Hits (1986/1987) per Amstrad CPC, BBC Micro, C16, C64, Electron, Spectrum
- 6 Computer Hits (1986/1987) per Amstrad CPC, C64, MSX, Spectrum
- 6 Computer Hits 2 (1986) per Amstrad CPC
- 6 Computer Hits 3 (1986) per Amstrad CPC
- 6 Computer Hits 4 (1987) per Amstrad CPC
- Arcadia (1987?) per Spectrum
- Big Box (1988/1991) per Amiga, Amstrad CPC, Atari ST, C64, Spectrum
- Big Box 2 (1992) per Amiga, Atari ST, C64
- Board Genius (1991) per Amiga, Atari ST, C64
- Cannon Fodder, The Chaos Engine, The Settlers, T2: The Arcade Game (1994) per Amiga
- Computer Classics (1987) per Amstrad CPC, C64, Spectrum[10]
- Computer Hits (1988) per Amiga, Atari ST[8]
- Computer Hits Volume 2 (1988) per Amiga, Atari ST
- Double Hit (It Came from the Desert / Antheads) (1992) per Amiga
- Double Hit (Rocket Ranger / TV Sports Football) (199?) per Amiga
- Excellent Games (1994) per Amiga, DOS
- Five Star Games (1986) per Amstrad CPC, BBC Micro, C16, C64, Electron, MSX, Spectrum
- Five Star Games 2 (1987) per Amstrad CPC, BBC Micro, C16, C64, Electron, Spectrum
- Five Star Games 3 o Five Star III (1987) per Amstrad CPC, BBC Micro, C16, C64, Electron, Spectrum
- The Greatest (1993) per Amiga, Atari ST, DOS
- Julian Rignall's All Time Top Ten (1992) per C64, Spectrum?
- Mind Games (1990) per Amiga, Atari ST, DOS
- Power, Corruption & Lies (1995) per DOS
- The Power Pack (1991) per Amiga, Atari ST
- Soccer Spectacular (1989) per Amstrad CPC, C64, Spectrum - contiene Soccer Supremo, forse l'unico inedito mai pubblicato dalla Beau Jolly
- Supreme Challenge (1988) per Amstrad CPC, C64, Spectrum
- Supreme Challenge: Flight Command (1990) per Amiga, Atari ST
- The Tolkien Trilogy (1989) per Amstrad CPC, C64, Spectrum
- Triple Fun (199?) per Amiga
- Value Pack (1984) per C64, Spectrum 16k, Spectrum 48k, VIC-20
- White Lines (1996) per DOS - edito da Virgin Games, ha anche il marchio Beau Jolly (distribuzione?)